# Uroleucon caspicum
Uroleucon caspicum är en insektsart. Uroleucon caspicum ingår i släktet Uroleucon och familjen långrörsbladlöss. Inga underarter finns listade i Catalogue of Life.